# Leuculodes lacteolaria
Leuculodes lacteolaria is een vlinder uit de familie van de Doidae. De wetenschappelijke naam van de soort is voor het eerst geldig gepubliceerd in 1896 door Hulst.